# Anna dai capelli rossi - Il sequel
Anna dai capelli rossi - Il sequel (Anne of Green Gables: The Sequel) è una miniserie TV canadese del 1987 liberamente tratta dai romanzi L'età meravigliosa, Il baule dei sogni e La casa dei salici al vento dell'autrice canadese Lucy Maud Montgomery, ed è il seguito della serie Anna dai capelli rossi del 1985.
La serie è stata inizialmente distribuita dalla Disney con il titolo di Anne of Avonlea, ma con i successivi passaggi televisivi e la distribuzione internazionale, ha assunto il titolo attuale. In Italia venne inizialmente trasmessa da Rai 1 dal 3 ottobre 1989, subito dopo la conclusione della precedente miniserie, sempre con il titolo Anna dai capelli rossi (come se si trattasse di un'unica serie) e divisa in 9 episodi da 25 minuti. Successivamente, è stata replicata da TV2000 con il titolo più rispondente all'originale Anna dai capelli rossi - Il sequel, per distinguerla dalla serie omonima.

## Trama
La storia riprende dal punto in cui era stata lasciata dal film Anna dai capelli rossi. Anne Shirley l'orfana che tanti anni prima era stata accolta a Green Gables dai due fratelli Cuthbert, è ormai cresciuta e a 18 anni, dopo la morte di Matthew, ha deciso di rimanere accanto a Marilla, la sua madre adottiva, rinunciando a proseguire gli studi. Ora Anne è l'insegnante presso la scuola di Avonlea e Gilbert Blythe, una volta suo rivale dopo una offesa subita, ora la corteggia molto discretamente.
Diana Barry la grande amica del cuore di Anne, si fidanza con Fred Wright, un agricoltore del posto. Anne ci rimane un po' male e ritiene in cuor suo che la scelta di Diana sia un po' avventata, visto che Fred non risponde all'ideale romantico che lei e Diana cercavano nella loro adolescenza. Tra lei e Gilbert c'è una profonda amicizia, ma quando sembra che tra i due stia per nascere qualcosa di più profondo e Gilbert fa ad Anne la proposta di matrimonio, lei rifiuta perché ritiene che lui non sia il suo uomo ideale, il Principe Azzurro che ha sempre cercato.
Marilla convince Anne a lasciare Green Gables e ad accettare l'incarico di insegnante a Kingsport in Nuova Scozia in una scuola privata femminile. Anne trova la nuova esperienza molto stimolante, ma all'inizio avrà con gli studenti e con la città una relazione molto problematica. 
Lentamente però Anne riuscirà a farsi apprezzare da tutti ed intreccerà un ottimo rapporto particolarmente con Emmeline Harris, una sua studentessa. Quando poi incontrerà Morgan Harris, il padre di Emmeline, tra lui ed Anne sorgerà una amicizia che col passare del tempo si farà sempre più profonda, fino a quando l'uomo le proporrà di sposarlo. Morgan è il Principe Azzurro e rappresenta esattamente l'ideale che Anne sognava da ragazzina, ma lei si rende conto che quello che prova per lui è solo un'infatuazione, non è amore, e incredibilmente rifiuta l'offerta.
Per Anne ora la scelta giusta à di ritornare ad Avonlea, nei luoghi della sua infanzia e adolescenza. Al ritorno a casa ha una bella notizia: viene pubblicato il suo primo libro, che contiene racconti su Avonlea: il libro è dedicato a Matthew, Marilla e Gilbert. Ma accade un'altra cosa, questa volta terribile: Gilbert ha contratto una malattia infettiva ed è in fin di vita. Ed è a questo punto che Anne finalmente capisce quanto Gilbert conti per lei e che non potrebbe vivere senza di lui. Per fortuna Gilbert lentamente guarisce e di lì a poco farà ad Anne una seconda proposta di matrimonio, che questa volta lei accetterà.

## Osservazioni
Se nel precedente Anna dai capelli rossi la sceneggiatura aveva rispettato abbastanza fedelmente la trama originale del romanzo, in Anne of Green Gables - The sequel la storia si ispira molto più liberamente ai tre romanzi da cui dovrebbe essere tratta.

### Il romanzo mancante
La cosa più importante che si può notare è la totale mancanza della parentesi di quattro anni che Anne passa all'università. In effetti, lo sceneggiato si ispira solo a L'età meravigliosa nella prima parte, dove si racconta dei due anni di insegnamento ad Avonlea e a La casa dei salici al vento che tratta dei tre anni di insegnamento nella scuola privata di Kingsport. Il baule dei sogni che riguarda gli anni all'università, è praticamente assente ed è qui citato solamente per tre avvenimenti molto importanti che vi accadono: la prima proposta di matrimonio di Gilbert, l'infatuazione di Anne per un altro uomo che quasi la spingerà ad accettare di sposarlo, e la seconda proposta di Gilbert, questa volta accettata. Ma l'uomo che Anne corre il rischio di sposare, nel romanzo è Royal Gardner, un suo compagno di corso e non Morgan Harris, il padre di Emmeline, come ci racconta lo sceneggiato. In effetti la storia di Anne con Morgan, così come è raccontata nella serie televisiva, nel romanzo non esiste.

### Personaggi non presenti nel romanzo
Un'altra caratteristica della serie televisiva è che apparentemente gli sceneggiatori hanno introdotto innumerevoli personaggi, anche molto importanti, non presenti nei romanzi di partenza. Ad esempio tutta la famiglia Harris, i cui componenti sono personaggi chiave nello sceneggiato, nei romanzi non sono presenti. Generalmente però ogni nuovo personaggio introdotto non è altro che l'unione di due o più personaggi della storia originale. Una fra tutti: Emmeline Harris può essere considerata come la fusione tra la piccola Elizabeth Grayson, che nel romanzo La casa dei salici al vento è relegata in casa dalla bisnonna e Sophy Sinclair, che nello stesso romanzo è una studentessa di Anne con la passione del teatro.
In ogni caso la trama originale non è stata del tutto tradita e la psicologia dei personaggi principali (Anne, Diana, Gilbert, Marilla) non viene stravolta. La storia è diversa, ma il suo "sapore" è quello dei romanzi da cui si è ispirata. E alla fine lo sceneggiato, dopo aver fatto innumerevoli e profonde deviazioni, ritorna in qualche modo ad incanalarsi sui binari della storia originale.

## Versione su DVD
Anna dai capelli rossi - Il sequel è distribuito assieme a Anna dai capelli rossi e Anne of Green Gables: The Continuing Story e contiene anche il doppiaggio italiano.